# 安德鲁·林托特
安德鲁·林托特（1936年12月9日—）是一位英国古典學家，牛津大學伍斯特學院荣誉退休教授，专攻古罗马历史、罗马法和金石学，主要作品有《罗马共和国政制》（The Constitution of the Roman Republic）等。